# Dinychidae
Dinychidae es una familia de ácaros perteneciente al orden Mesostigmata.

## Géneros
- Genus Castriimonaspis W. Hirschmann, 1984
- Genus Clausiadinychus Sellnick, 1930
- Genus Dinychus Kramer, 1886
- Genus Iphidinychus Berlese, 1913
- Genus Leiodinychus Berlese, 1917
- Genus Lindquistidiaspis W. Hirschmann, 1984
- Genus Rotundadinychus W. Hirschmann, 1984
- Genus Sellnickiobovella W. Hirschmann, 1984
- Genus Tricuspisobovella W. Hirschmann, 1984
- Genus Urodiaspis Berlese, 1916
- Genus Urofossaaspis W. Hirschmann, 1984
- Genus Walkerdiaspis W. Hirschmann, 1984